# Houston Stewart Chamberlain

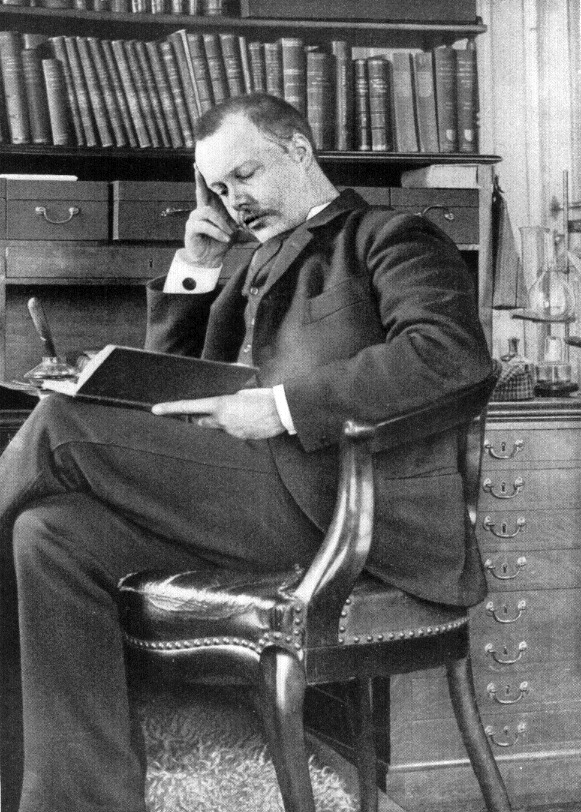
Houston Stewart Chamberlain.

Houston Stewart Chamberlain (Southsea, 9 de septiembre de 1855- Bayreuth, 9 de enero de 1927) fue un pensador británico nacionalizado alemán, conocido por sus teorías pangermanistas, que le configuraron como uno de los precursores ideológicos del nazismo. Sus escritos fomentaban el etnonacionalismo alemán, el antisemitismo y el racismo científico, siendo descrito como un «escritor racialista».Su libro más conocido, Die Grundlagen des neunzehnten Jahrhunderts (Los fundamentos del siglo XIX), publicado en 1899, ejerció una gran influencia en los movimientos völkisch pangermánicos de principios del siglo XX, y más tarde influyó en el antisemitismo de la política racial nazi. De hecho, se ha hecho referencia a Chamberlain como «el Juan el Bautista de Hitler».
Su abuelo materno fue el capitán Basil Hall. Fue criado por una de sus abuelas en Francia, pues su madre había fallecido cuando él tenía un año. Se casó con Eva Wagner, la hija más joven de Richard Wagner, a quien llegó a considerar «el sol de su vida». Además de la influencia de Wagner, el propio Chamberlain declaró su interés por el pensamiento de Immanuel Kant y Charles Darwin.
En su obra Los fundamentos del siglo XIX, publicada en 1899, ya expuso el principio del pangermanismo. También defendió la supremacía aria, y dedicó ochenta páginas del libro a intentar probar el supuesto carácter ario de Jesús en contraposición a un judaísmo tratado de forma peyorativa, tesis posteriormente sostenidas por el ideólogo del nazismo Alfred Rosenberg, entre otros. Chamberlain propugnaba la conservación de la cultura alemana gracias a la lucha para mantener controlados todos los elementos extraños, como el judeocristianismo. Dicho libro llegó a tener una gran influencia en los movimientos pangermánicos völkisch de principios del siglo XX, y más tarde influyó en el antisemitismo de la política racial nazi. De hecho, se ha hecho referencia a Chamberlain como «el Juan Bautista de Hitler».
Tan obsesionado estaba con la victoria que habían de obtener los ejércitos del Káiser en la Primera Guerra Mundial, que llegó al extremo de nacionalizarse alemán en 1916. Se carteó de forma asidua con Guillermo II de Alemania, quien se contaba entre sus lectores. El entusiasmo de este hacia su obra se materializó en una amistad de por vida, invitando a Chamberlain a su palacio de Potsdam y dedicándole estas palabras en uno de sus primeros intercambios epistolares: «Fue Dios quien envió tu libro al pueblo alemán, y tú a mi personalmente». El propio emperador llegó a otorgarle la Cruz de Hierro por su «gloriosa misión» hacia Alemania.
En 1923 conoció personalmente a Adolf Hitler en el Festival de Bayreuth, celebrado en honor a las óperas de su suegro Richard Wagner. Desde entonces se dio una admiración mutua entre ambos, considerando Hitler a Chamberlain «un profeta». Este último se refería así a Hitler en 1924: «Quiera Dios, que lo ofreció a nosotros, lo proteja por muchos años más para gloria de la patria alemana».
Según Chamberlain, el caos se encarnaba en el siglo XVI y concretamente afirmaba que «Ignacio de Loyola le presentó al prototipo antigermano». En tono apocalíptico sentenciaba: «Si no se produce pronto entre nosotros un renacimiento vigoroso, si no conseguimos librar nuestra cultura de los oropeles extranjeros que arrastra consigo el cristianismo, si no logramos crear una religión (ocultismo nazi), entonces preparémonos a ver surgir de las sombras del futuro un segundo Inocencio III, con un nuevo Concilio de Letrán, preparémonos a ver cómo se reavivan las hogueras de la Inquisición». Y escribió frases como ésta: «La corrupción de la sangre y la influencia desmoralizadora del judeocristianismo, he aquí las causas principales de nuestros fracasos».
Murió en 1927 y Adolf Hitler asistió a sus exequias.